# Anhedonia – Narzissmus als Narkose
Anhedonia – Narzissmus als Narkose ist ein deutscher satirischer Science-Fiction-Spielfilm von Patrick Siegfried Zimmer unter Mitwirkung Robert Stadlobers aus dem Jahr 2015. Nach Teilnahmen auf Festivals im Oktober 2015 fanden unter dem Verleiher Interzone Pictures ab 31. März 2016 Vorführungen vor allem in Programmkinos statt.

## Handlung
Der Film spielt 2020. Laut dem Erzähler werden tagtäglich Milliarden von Menschen der gesamten Welt Opfer der „digitalen, medialen, narzisstischen, hedonistischen, karrieristischen und konsumorientierten Reizüberflutung und Suggestion durch das Establishment“. Hunderte Millionen Bürger der westlichen Welt erkranken epidemisch an Anhedonie, der Unfähigkeit, Freude, Lust, Liebe und Spaß zu fühlen. Zwei Prototypen dieses Leidens sind die unzertrennlichen „Aristokraten-Söhnchen“ Franz und Fritz Freudenthal, die den inszenierten Tod ihrer berühmten Schauspieler-Eltern in der Kindheit live miterleben mussten und danach in einer fürsorglichen Nudistensekte aufgewachsen sind. Obwohl sie über materielle Mittel jenseits der Vorstellungskraft verfügen, ist ihr Leben leer und langweilig. Ohne Sinn und Ziel lassen sie sich von wieder eingeführten Sklaven auf Sänften durch die Gegend tragen. Die neue einzigartige Lust-Stimuli-Therapie des weltberühmten Psychotherapeuten Prof. Dr. Immanuel Young zieht sie an, von dem sie die Lösung ihres Problems erwarten. In seiner Einrichtung Seelenfrieden an der Küste Pellworms hoffen sie, ihre Krankheit zu besiegen. Seine vierphasige Therapie, die von überraschenden Elementen geprägt ist, endet im Schreiben einer Wunschliste, die laut einem in einer Metaebene wiederkehrenden Filmregisseur die Dummheit der Menschheit vorführt.

## Hintergrund
Neben den Schauspielern Robert Stadlober, Wieland Schönfelder, Matthias Scheuring und Paula Kalenberg gehörten auch die Musiker Blixa Bargeld, Flo Fernandez, Dirk von Lowtzow und Paul Pötsch (Trümmer) zum Ensemble, die teilweise ihre erste Filmrolle übernommen hatten. Buch, Regie und Musik verantwortete Patrick Siegfried Zimmer, der bis 2011 unter dem Namen finn. als Musiker reüssierte. Anhedonia war sein erster Spielfilm in Kinolänge. Die Ursprungsidee eines gelangweilten Geschwisterpaares wurde durch Zimmers Beschäftigung mit Marshall McLuhans Aufsatz „Verliebt in seine Apparate ‒ Narzissmus als Narkose“ inspiriert. Der erste Teil des Titels, Anhedonia, ist der Ursprungstitel von Woody Allens Film Der Stadtneurotiker. Robert Stadlober verantwortete weite Teile des Castings und wirkte neben der Übernahme einer Hauptrolle als Koproduzent und Koregisseur mit. Obwohl der Film 2020 spielt, sind Kostüme und Requisiten eher aus den 1920er Jahren. Ausnahme bilden das Smartphone von Fritz und das Minitablet von Franz.

## Rezeption
„Als intelligente Gesellschaftssatire angelegt und stellenweise brillant umgesetzt, erweist sich der Film über weite Strecken als äußerst ermüdend. Gerade die Sorge, im Experimentellen bloß nicht zu arty zu wirken, raubt dem Film als satirisches Statement die Kraft. Anhedonia erinnert formal an eine Castorf-Inszenierung: viel Geschrei und Hysterie kontrastiert durch Gewinsel und Gesäusel, viel Manieriertes gebrochen durch Vulgarismen, hemmungslose Selbstreferenzialität. Anhedonia ist eine intellektuelle Katze, die sich selbst in den Schwanz beißt, die einen bald anödet, bald fasziniert, vor allem aber im Kreis denken lässt.“

„…die beiden Buben springen durch eine Fin-de-Siècle-Welt, die vom Regisseur und Kinodebütanten Patrick Siegfried Zimmer als teutonischer Wes Anderson inszeniert wird.“

„Anachronistisch und ironisch, wild, schön, albern: „Anhedonia – Narzissmus als Narkose“ ist angenehm seltsames Kunstkino.“